# البطولة الوطنية للرأس الأخضر 1999
البطولة الوطنية للرأس الأخضر 1999 (بالبرتغالية: Campeonato Cabo-Verdiano de Futebol de 1999) هو موسم من البطولة الوطنية للرأس الأخضر. كان عدد الأندية المشاركة فيه 8، وفاز فيه GD Amarantes ‏.